# 魔界戰記6
《魔界戰記6》是由日本一軟體製作與發行的戰略角色扮演遊戲，於2021年1月在任天堂Switch和PlayStation 4平台發售。作為魔界戰記系列的第六款作品，本作一改系列慣例，首度嘗試轉型為3D化的遊戲畫面。

## 主要登場人物
傑特（聲優：笹島薰）
本作主角。因為所住的世界與故鄉被破壞神破壞也失去唯一的親妹妹而展開復仇。
畢可（聲優：小原莉子）
傑特的妹妹。性格非常溫柔，將來想當醫生。但不幸死於破壞神之下。
米洛笛雅（聲優：七海心）
名字源自「旋律〈メロディ〉」，仰慕浪漫戀情與美好結局的音樂劇世界的公主，也非常喜歡唱歌。
虹野皮優莉（聲優：和泉風花）
於特攝英雄節目世界的彩虹戰隊七色遊俠的赤紅戰士。
修聖多爾（聲優：菊池通武）
名字源自「守財奴〈シュセン〉」+「貨幣〈ドル〉」，人類界的大富豪國王，也是個拜金主義者。
魔女蕾諾（聲優：中上育實）
名字源自「魔女」+「瑪德蓮蛋糕〈マドレーヌ〉」，偉大的魔法使，也擔任魔法學校瑪吉瑪吉的校長，被稱為深淵的魔女。
外表是小女孩，但實際歲數是一萬歲的老婆婆。
伊瓦爾（聲優：堀江一真）
自稱宇宙最強第一也是最偉大的魔王。
克爾柏洛斯（聲優：川上晃二）
擁有天才頭腦的殭屍狗並全力支援傑特對抗破壞神的旅程。將禁斷魔術「超轉生」傳授於傑特的本人《狗》
但自己本身似乎有藏甚麼秘密。

### 客串角色
1代
拉哈爾（聲優：水橋香織）
艾特娜（聲優：半場友惠）
芙蓉（聲優：笹本優子）

### DLC角色
D2
拉哈爾醬（聲優：水橋香織）
2代
亞戴爾（聲優：綠川光）
羅薩琳特（聲優：田村由加莉）
3代
瑪歐（聲優：平田宏美）
拉茲貝莉兒（聲優：齋藤千和）
4代
瓦爾巴特傑（聲優：鈴木達央）
風祭風花（聲優：三森鈴子）
死亡子（聲優：水野愛日）
5代
奇力亞（聲優：宮野真守）
兔兔莉雅（聲優：明坂聰美）

## 音樂
- 片尾曲「Wandering Heart」

作詞：Lynne Hobday
編/作曲：佐藤天平
演唱：Lynne Hobday
- 插曲「Missing You」

作詞：Lynne Hobday
編/作曲：佐藤天平
演唱：有馬美紀
- 插曲「One More Time」

作詞：joru
編/作曲/演唱：佐藤天平

## 外部連結
- 官方网站：日文版、中文版、英文版